# Лоуэлл (Массачусетс)
Лоуэлл — город в округе Мидлсекс, штат Массачусетс, США. На 2014 год население составило 109 645 человек. Четвертый по величине город штата. Является одним из административных центров северной части округа Мидлсекс.

## История
Город основан в 1820-х годах как центр текстильной промышленности на реке Мерримак к северо-западу от Бостона на земле соседнего Челмсфорда. Он был бурно развивающимся промышленным центром в течение XIX века, привлекавшим множество рабочих-иммигрантов. Город назван в честь Френсиса Кэбота Лоуэлла, местного предпринимателя.
К 1850-м годам Лоуэлл превратился в один из крупнейших промышленных центров США. Лёгкая промышленность перерабатывала хлопок, выращенный на американском Юге. В 1860 году здесь производилось больше хлопковой ткани, чем в во всех 11 вместе взятых южных штатах, которые впоследствии образовали Конфедеративные Штаты Америки. Ко времени Первой мировой войны Лоуэлл достиг своего экономического и демографического пика — население составляло 110 000 человек.
В 1970-х Лоуэлл стал частью Массачусетского экономического чуда благодаря расположению в городе штаб-квартиры компании Wang Laboratories. Однако на смену ему пришёл экономический кризис и, как следствие, отток населения.

## Известные личности
- Бетт Де́йвис, актриса театра и кино, удостоенная 10 премий Оскар
- Писатель Джек Керуак, один из самых ярких представителей поколения битников.
- Инженер Роджер Божоли, который одним из первых предупредил о возможной катастрофе шаттла «Челленджер».
- Боксёр Микки Уорд.

## Спорт

### Спортивные сооружения
- Бейсбольный стадион имени Эдварда А. Лелашора, домашний для бейсбольных команд «Lowell Spinners[англ.]» и команды Университета Массачусетса в Лоуэлле[англ.].

- Лоуэллский мемориальный зал[англ.] — представления и бокс.

- Цонгас-центр[англ.] — многоцелевое спортивное и концертное сооружение, вмещает 6 500 мест во время хоккейных матчей и 7 800 мест во время концертов, домашняя арена для хоккейной команды UMass Lowell River Hawks[англ.]. 1 апреля 2006 года здесь прошёл Чемпионат мира по кёрлингу среди мужчин.

- Мемориальный стадион Коули[англ.]
- Сампас Павильон[англ.]
- Стоклоса Алюмни филд[англ.] — бейсбольное поле
- Атлетический центр Костелло[англ.]